# تاس‌ماهی سبز
تاس‌ماهی سبز (نام علمی: Acipenser medirostris) نام یک گونه از تیره ماهیان خاویاری است.